# Iwan Bojew
Iwan Bojew, Иван Васильевич Боев, Iwan Wasiljewicz Bojew (ur. 1892 w Niżne Limizy, Gubernia ufijska, zm. 8 kwietnia 1938 w Moskwie) – radziecki działacz gospodarczy narodowości rosyjskiej.

## Życiorys
Iwan Bojew zdobył jedynie wykształcenie podstawowe. Pełnił cały szereg funkcji w resorcie handlu zagranicznego, m.in. zastępcy przedstawiciela handlowego ZSRR w Niemczech, Szwecji i Wielkiej Brytanii (1922-1927), członka zarządu firmy eksportu drewna „Eksportles” (1931), zastępcy Ludowego Komisarza Handlu Zagranicznego ZSRR (1932-1934), oraz prezesa radzieckiej firmy handlowej Amtorg w Nowym Jorku (1934-1936). Aresztowany 31 grudnia 1937 pod zarzutem uczestnictwa w organizacji terrorystycznej, 8 kwietnia 1938 skazany na karę śmierci przez Kolegium Wojskowe Sądu Najwyższego ZSRR, i tego samego dnia rozstrzelany oraz pochowany na strzelnicy "Kommunarka" w Moskwie; 19 września 1956 zrehabilitowany.